# 나도팽나무버섯

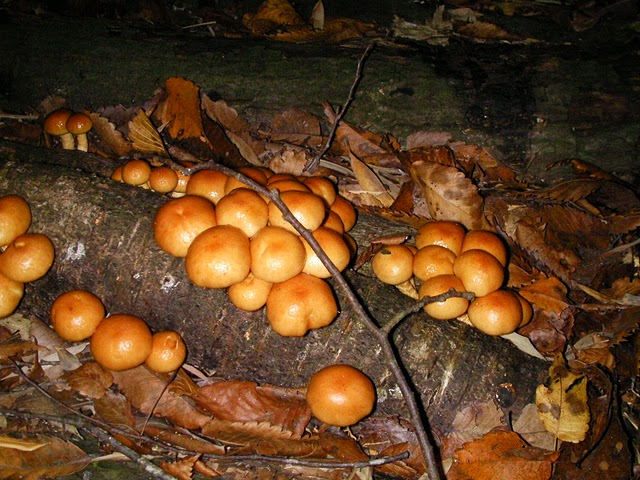

나도팽나무버섯(Pholiota nameko)은 독청버섯과의 버섯이다. 일본에서는 국물을 우리는 데 쓰거나 먹는다.

## 같이 보기
- 팽나무버섯